# 哥西卡豬籠草

哥西卡豬籠草（N. "gothica"）是一個豬籠草的園藝種，是由辛布亞島豬籠草配上大豬籠草，為常見園藝種。強健容易種植，常與米蘭達豬籠草混淆。